# Hubert Wilfan

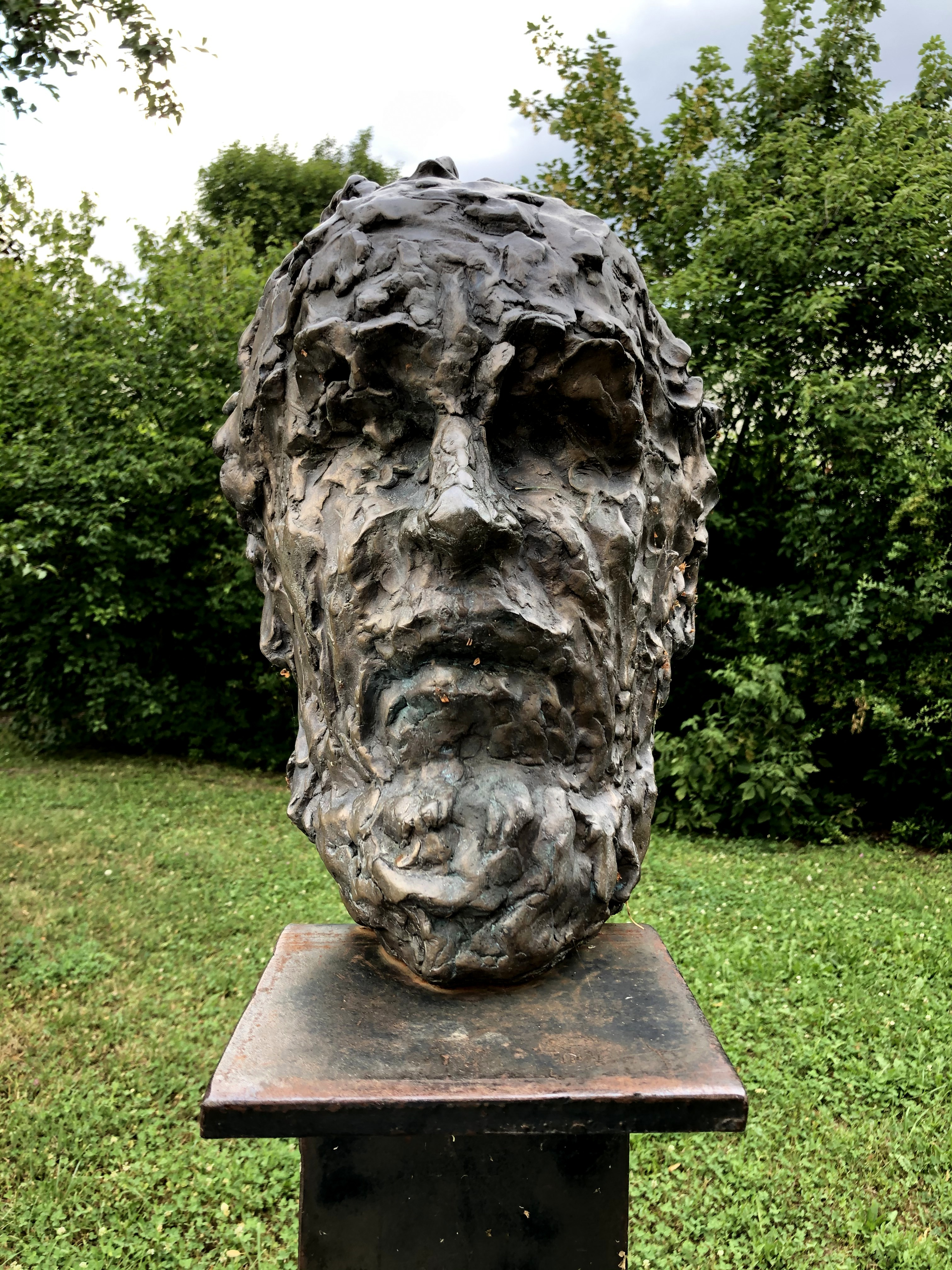
Hubert Wilfan, Selbstportrait (1992)

Hubert Wilfan (* 11. Februar 1922 in Feldkirchen in Kärnten; † 1. November 2007 in Wien) war ein österreichischer Bildhauer. 

## Leben

Leon-Askin-Büste (2007) im Türkenschanzpark

Hubert Wilfan besuchte das Realgymnasium und die Kunstgewerbeschule Graz. In einer Werkstätte für Kirchenbildhauerei machte er seine handwerkliche Ausbildung. Er studierte von 1949 bis 1952 an der Akademie der bildenden Künste Wien bei Fritz Wotruba. Von 1966 bis 1982 unterrichtete er an der Höheren Technischen Lehranstalt in Wien I.
Er war Mitglied des Wiener Künstlerhauses.
Wilfan entwickelte eine sehr eigenständige Formensprache, mit der er vor allem in Porträtbüsten, unter anderem von Leon Askin, Leonard Bernstein, Marc Chagall, Oskar Werner, Bruno Kreisky, auch psychische Elemente auszudrücken versuchte. Bekannt wurde er auch mit seinem Design des Oslo-Platzes in Wien-Donaustadt und dem Denkmal von Fridtjof Nansen auf dem Campus der Universität Tromsø in Norwegen.
Von 1945 bis zu seinem Tod war Wilfan mit seiner aus Norwegen stammenden Frau Lillian verheiratet und hatte mit ihr eine Tochter und einen Sohn. Hubert Wilfan wurde am Grinzinger Friedhof (Gruppe 1, Reihe B, Nummer 119) bestattet.

## Ehrungen und Auszeichnungen
- 1983 Ehrenmedaille der Bundeshauptstadt Wien in Silber
- 1992 Ehrenmedaille der Österreichisch-Norwegischen Gesellschaft für seine Bemühung um die kulturellen Beziehungen zwischen den beiden Ländern
- 1992 Goldener Lorbeer des Wiener Künstlerhauses
- 1997 Ehrenkreuz für Wissenschaft und Kunst I. Klasse
- 2004 Großes Goldenes Ehrenzeichen des Landes Kärnten

## Werke
- Pietà, St. Florian Wien 5
- Christus am Hochaltar, Kirche Schönbrunn-Vorpark
- Volksaltar, Ambo, Aufsatz Sakramentshäuschen, St. Othmar als Statue vor der Pfarrkirche zur Pfarrgasse, Pfarrkirche hl. Othmar, Mödling[2]
- Pferdegruppe, Heiligenstadt
- Christophorus, Grinzingerstraße
- Flug, Hamburg
- Leonard Bernstein, Berlin
- Leopold Rudolf, Theater in der Josefstadt
- Theodor Dahl, Norwegen
- Camillo Sitte, Aula der HTL, Wien I.
- Karl Fellinger, Rudolfinerhaus, Wien
- Kosmische Uhr, HTL, Wien 3
- Sonnenuhr, Kaiser Ebersdorferstraße
- Heilwasserbrunnen, Badgastein (1984)
- Heilwasserbrunnen, Hofgastein
- Gestern - Heute, Rathauspark Wien, erinnert an Kriegszerstörungen Wiens